# Банковці (Зденці)
Банковці (хорв. Bankovci) — населений пункт у Хорватії, у Вировитицько-Подравській жупанії у складі громади Зденці.

## Населення
Населення за даними перепису 2011 року становило 124 осіб.
Динаміка чисельності населення поселення:

## Клімат
Середня річна температура становить 11,18 °C, середня максимальна – 25,58 °C, а середня мінімальна – -5,98 °C. Середня річна кількість опадів – 719 мм.
| Клімат поселення                              | Клімат поселення | Клімат поселення | Клімат поселення | Клімат поселення | Клімат поселення | Клімат поселення | Клімат поселення | Клімат поселення | Клімат поселення | Клімат поселення | Клімат поселення | Клімат поселення | Клімат поселення |
| Показник                                      | Січ.             | Лют.             | Бер.             | Квіт.            | Трав.            | Черв.            | Лип.             | Серп.            | Вер.             | Жовт.            | Лист.            | Груд.            |                  |
| Середній максимум, °C                         | 5,83             | 8,14             | 12,76            | 17,26            | 22,63            | 25,58            | 25,24            | 24,69            | 20,44            | 15,13            | 9,31             | 5,28             |                  |
| Середня температура, °C                       | −0,06            | 2,20             | 6,88             | 11,36            | 16,71            | 19,67            | 21,46            | 20,90            | 16,66            | 11,33            | 5,51             | 1,50             |                  |
| Середній мінімум, °C                          | −5,98            | −3,7             | 0,95             | 5,43             | 10,78            | 13,78            | 17,68            | 17,14            | 12,90            | 7,56             | 1,75             | −2,29            |                  |
| Норма опадів, мм                              | 44               | 42               | 43               | 55               | 68               | 92               | 65               | 65               | 54               | 63               | 72               | 56               |                  |
| Середньомісячна швидкість вітру, м/с          | 2.12             | 2.40             | 2.70             | 2.60             | 2.30             | 2.10             | 2.10             | 1.90             | 1.90             | 1.99             | 2.10             | 2.20             |                  |
| Середньомісячна сонячна радіація, кДж/м²·день | 4182             | 6877             | 10799            | 15277            | 19275            | 21212            | 22212            | 20138            | 14853            | 9117             | 4690             | 3520             |                  |
| --------------------------------------------- | ---------------- | ---------------- | ---------------- | ---------------- | ---------------- | ---------------- | ---------------- | ---------------- | ---------------- | ---------------- | ---------------- | ---------------- | ---------------- |
| Джерело:                                      |                  |                  |                  |                  |                  |                  |                  |                  |                  |                  |                  |                  |                  |